# Каргалинська
Каргалинська (рос. Каргалинская) — станиця у Шелковському районі Чечні Російської Федерації.
Населення становить 4890 осіб (2019). Входить до складу муніципального утворення Каргалинське сільське поселення.

## Історія
Згідно із законом від 14 липня 2008 року органом місцевого самоврядування є Каргалинське сільське поселення.

## Населення
| 1878  | 1883  | 1926  | 1959  | 1970  | 1990  | 2002  |
| ----- | ----- | ----- | ----- | ----- | ----- | ----- |
| 1475  | ↗2279 | ↘2201 | ↗5107 | ↘4828 | ↗5036 | ↗5359 |
| 2010  | 2012  | 2013  | 2014  | 2015  | 2016  | 2017  |
| ↘4181 | ↗4362 | ↗4430 | ↗4481 | ↗4575 | ↗4632 | ↗4721 |
| 2018  | 2019  |       |       |       |       |       |
| ↗4791 | ↗4890 |       |       |       |       |       |